# Salem (Connecticut)
Salem è un comune di 4.151 abitanti degli Stati Uniti d'America, situato nella Contea di New London nello Stato del Connecticut.